# Friktionstrumma

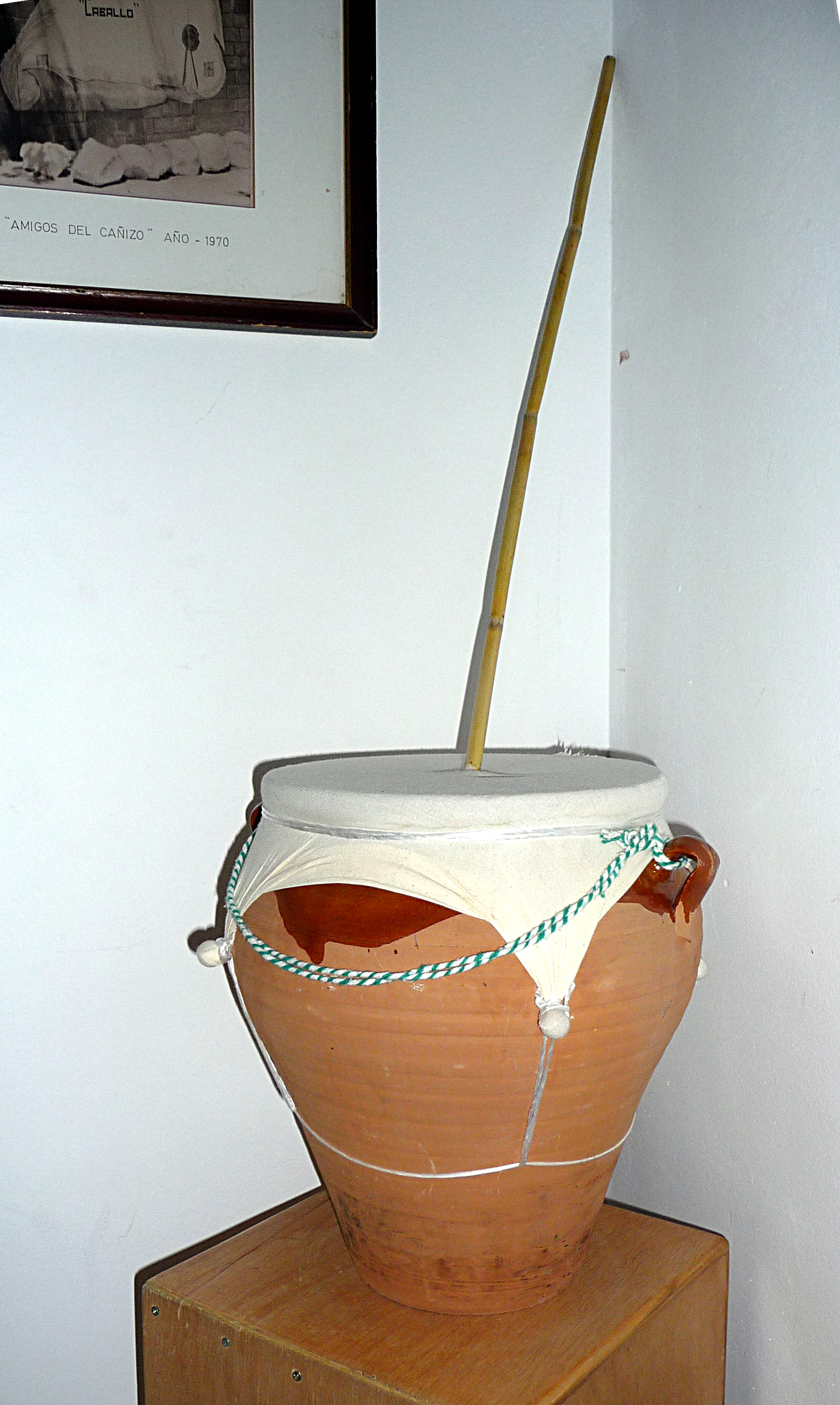

Friktionstrumma är ett rytminstrument i instrumentfamiljen membranofoner. Den har ett skinn spänt över en resonansbotten. Till skillnad från en vanlig trumma som man slår på med trumstockar, åstadkoms ljudet på friktionstrumman genom gnidning på trumskinnet, antingen med hjälp av en pinne eller med ett snöre, som är fäst i mitten på trumskinnet. En typ som förekommer i bland annat maltesisk folkmusik kallas rabbaba. Ett liknande instrument, som ursprungligen kommer från Afrika kallas cuíca.